# Plantago bismarckii
Plantago bismarckii är en grobladsväxtart som beskrevs av Nederl.. Plantago bismarckii ingår i släktet kämpar, och familjen grobladsväxter. Inga underarter finns listade i Catalogue of Life.